# オモト
オモト（万年青、Rohdea japonica）とは、中国から日本の暖かい山地に自生するスズラン亜科の常緑多年草。日本では関東から沖縄にかけての山地、特に西日本に多く自生状態で生育し、観葉植物としても鉢植えで栽培される。古典園芸植物の一つ。

## 歴史
万年青栽培の歴史は三百数十年とも四百年以上とも言われる。古くは徳川家康が江戸城へ入る時、家臣の中に万年青を献上したものがいるとも伝えられる。江戸時代は主に大名のもとで栽培が行われた。元禄から享保年間の書物には斑入りの万年青が掲載されたものがある。このころより、栽培がある程度は一般庶民にも広がったようである。文化文政のころには、縞や矮性のものも栽培されるようになり、その一部は利殖の対象となった。このころは他に錦糸南天や松葉蘭なども同様に持て囃され、一種のブームとして狂乱的な状況があったようで、万年青の一芽に百両といった非常な高額が付いた例もあったという。解説書として長生主人「金生樹譜万年青譜」(1833年)などが出版された。これらは天保の改革の際の規制の対象となった。「お旗本から旗が抜け」の落首も登場した。植木鉢にも専用の万年青鉢が作られた。
明治に入り、栽培の中心は武士階級から富裕階層へと移った。明治十年頃には京都を中心に大きなブームがあり、一鉢千円（現代の一億円に相当）という例があった。その後も何度かのブームを繰り返しながら推移している。
愛好者団体としては、1931年（昭和6年）に日本万年青聯合会（1945年〈昭和20年〉に日本万年青連合会に改名）という全国組織が結成され、1992年（平成4年）に当時の文部省の許可を受け社団法人日本おもと協会となり、2011年（平成23年）に内閣府の正式の認可を受け公益社団法人日本おもと協会（品種登録および栽培啓蒙を行っている）となり、現在に至る。

## 特徴
革質の分厚い針のような形の葉が根元から生え、40 cm ほどの大きさに育つ。夏ごろ葉の間から花茎を伸ばし淡い黄緑の小さな花を円筒状に密生させる。秋ごろにつく実は赤く艶のある液果で鳥が好む。

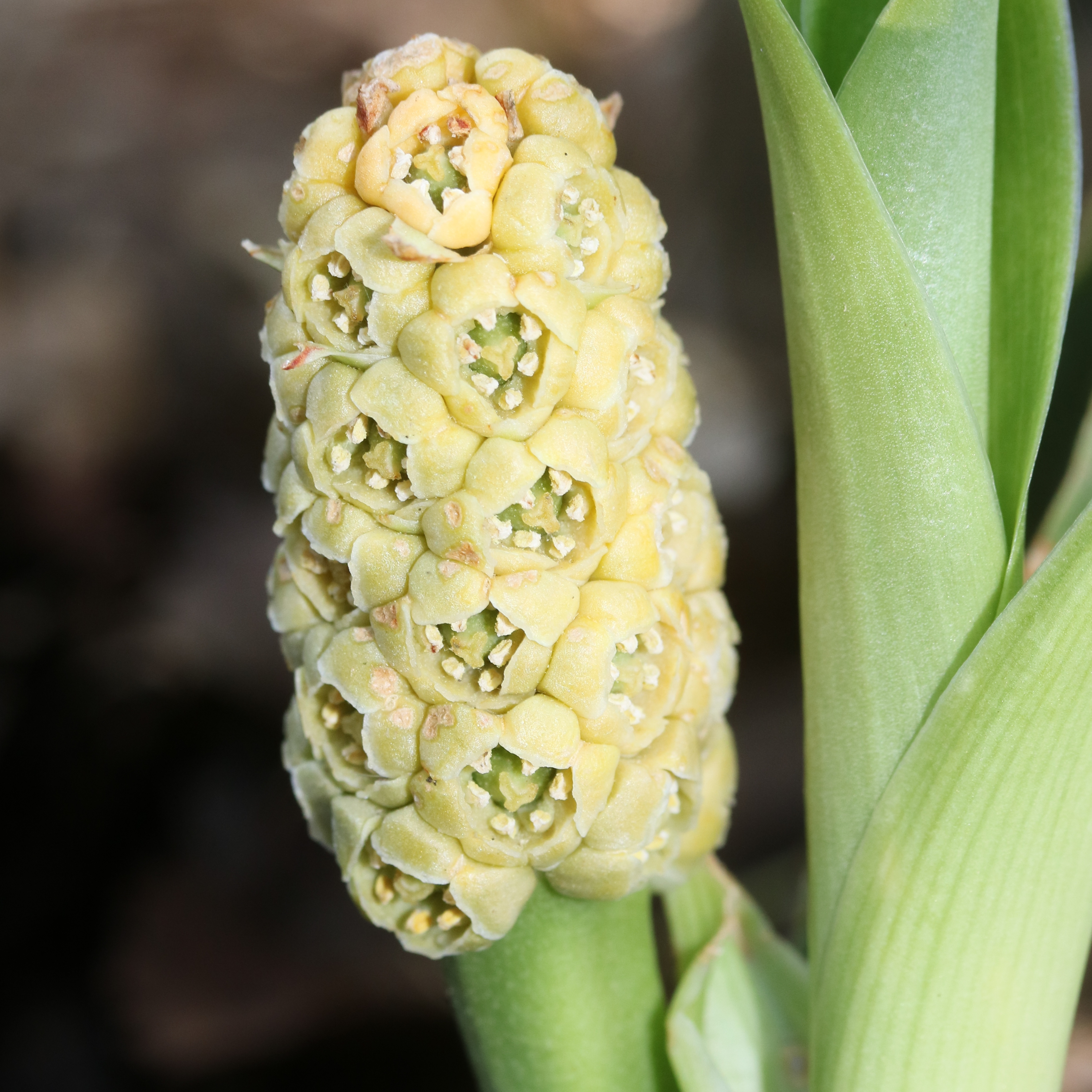
円筒状に密生する花
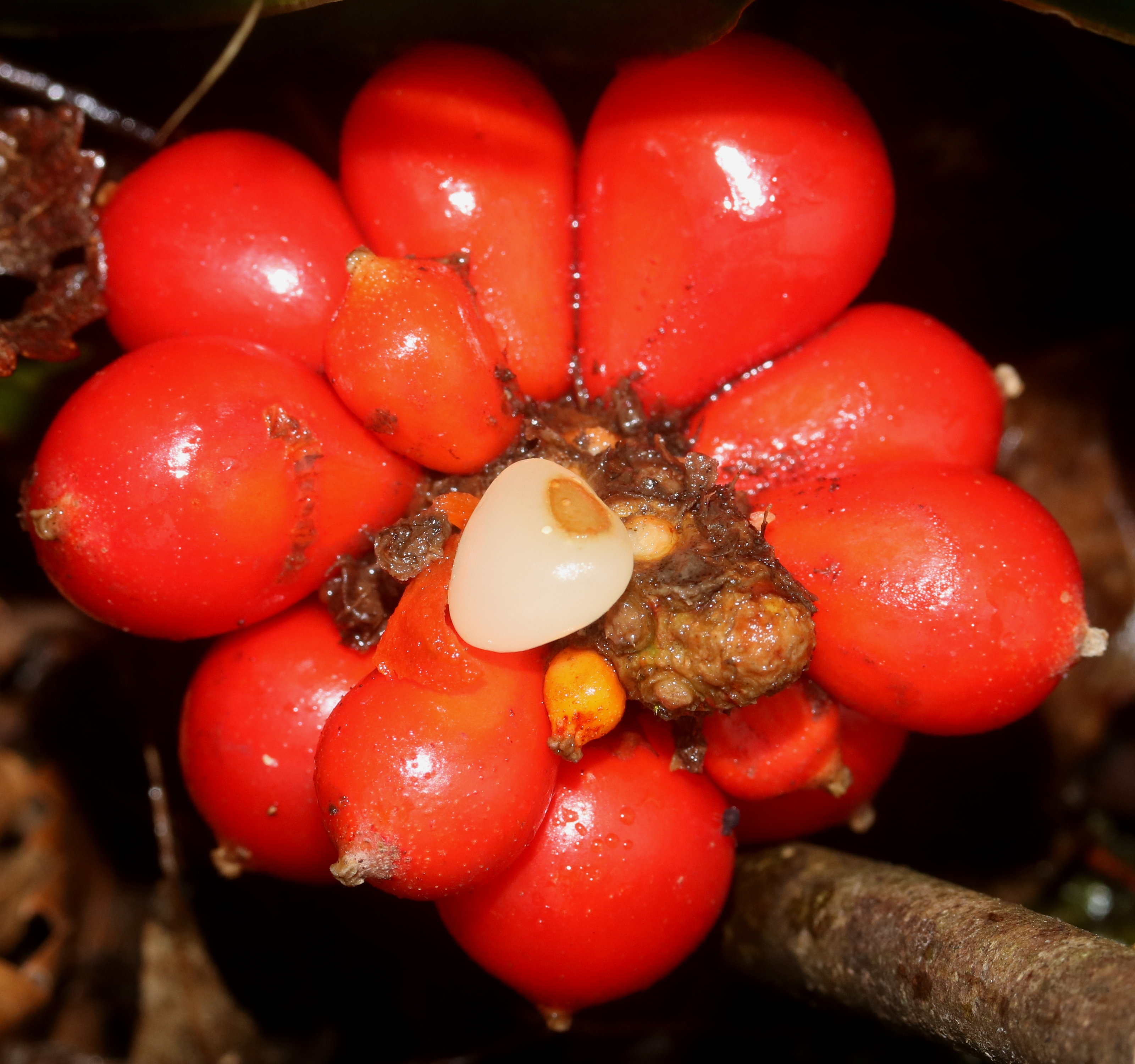
赤く艶のある液果と種子
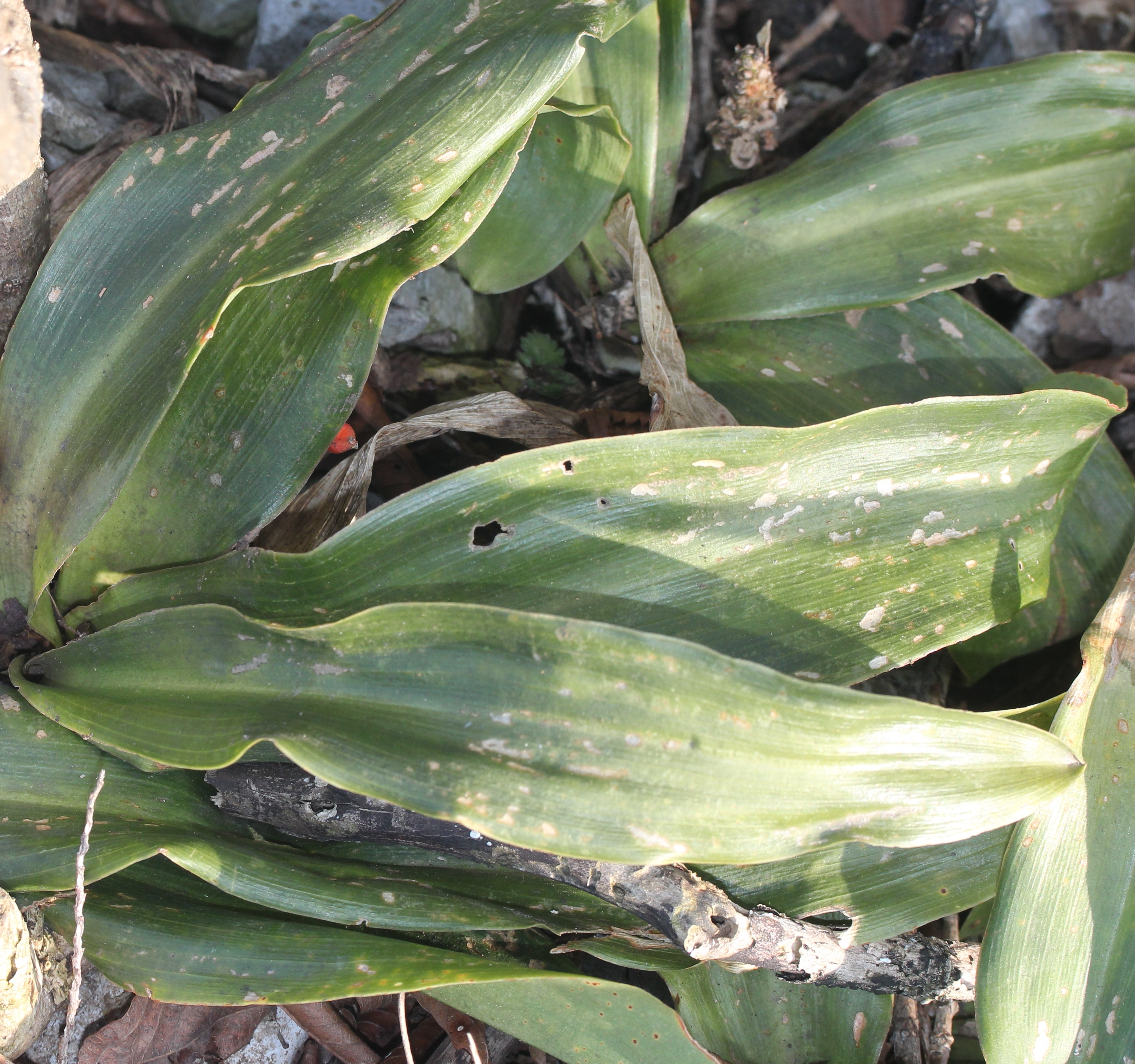
革質の葉

有肺類によって花粉が媒介される（カタツムリ媒花、malacophily）という特殊な生態を持つ。
古くから中国医学ではロデキシンを含む根茎を強心剤や利尿剤として使っていた。しかし、非常に危険な行為であり、死亡することすらある。薬草というより毒草と考えた方がよい。
赤い実と緑の葉の対照が愛され、俳諧では秋の季語。観賞用としても古くから栽培され、江戸中期に日本で爆発的に流行し、斑が入ったものや覆輪のあるものなどさまざまな種類が作出された。これらの品種を含む古典園芸植物としての万年青（おもと）は現在も多くの品種が栽培されている。

## 芸
芸とは、万年青における葉の状態や葉姿、柄などの特徴の総称をいう用語。以降に万年青に見られるさまざまな観賞点を大まかに挙げる。

### 斑
葉に白くなる部分が出るのを斑（ふ、斑入りとも）と言う。一般的な植物では覆輪、中斑、縞などが普通である。
- 覆輪（ふくりん）：葉の縁に沿って斑が入るもの。深いものを深覆輪、浅いものを糸覆輪と呼ぶ。
  - 白覆輪（しろふくりん）：白く縁どるもの（一般的に覆輪という）。
  - 紺覆輪（こんふくりん）：緑に縁どるもの（紺覆と呼ばれる）。
- 中斑（なかふ）：葉の主脈に沿って内側に斑が入るもの。
- 縞（しま）：葉の縦方向に細長い斑が入るもの。
- 虎斑（とらふ）：葉の縦方向に対して横切るように斑が出るもの

しかし、万年青の場合、以下のようなより複雑なものがある。
- 根岸斑（ねぎしふ）：白く短い細かい縞が多数はいるもの。
- 千代田斑（ちよだふ）：根岸斑がより凹凸がはっきりしたもの。現在は千代田系として根岸斑も含み分類されている。
- 胡麻斑（ごまふ）：白や黄色になった部分に細かい緑の点状部が多数残るもの。
- 白斑（しらふ）：根岸斑がさらに細かく多数になったもの。
- 星虎（ほしとら）：虎斑のひとつで、小さな斑がまばらに入るもの。
- 流れ虎（ながれとら）：短い細い縞が集まって虎斑のようになったもの。
- 矢筈虎（やはずとら）：着物の矢筈柄のような模様を作るもの。
- 図（ず）：虎斑より複雑な形で、細かい模様を作るもの。

### 葉の形
葉の形の変化。万年青の葉芸は変化の幅が広く、薄く広い本来の葉の姿とは似つかないものも多い。
- 広葉（ひろは）：丸みを帯びて幅広い葉のもの。
- 細葉（ほそば）：特別に幅の狭い葉。
- 剣葉（けんば）：角とも。棒状に先の尖ったもの。
  - 本剣（ほんけん）：葉全体が尖った棒になったもの。そればかりが出る、というのではなく、普通の葉の間にたまに出る。
  - 鈴虫剣（すずむしけん）：途中までは普通の葉で、先が剣になるもの。
- 竜葉（りゅうば）：葉の面に細長い隆起が出るもの。
  - 跳ね竜（はねりゅう）：竜の先端が上に突き出たもの。
  - 甲竜（こうりゅう）：上面が幅広く平らになった竜。二本並んで甲竜が出たものを二面竜と呼ぶ。
  - 雅糸竜（がしりゅう）：幅が狭く線状に隆起したもの（ガシ竜ともいう）。葉の表面に多数並んで出る。稀に葉の裏面に出る裏ガシと呼ばれる芸が出るものもある。
  - 玉竜（たまりゅう）：雅糸竜が渦巻き状になったもの。
- 熨斗葉（のしば）：葉が熨斗を折ったような折れ方をするもの。
- しかみ：葉が細かく縦折りになったようなひだが出るもの。
- 波葉（なみば）：葉の縁が大きく波打つもの。
- 獅子葉（ししば）：葉先が大きく巻き込むもの。

葉の形の変化と斑入りは連動することもある。たとえば覆輪があるものは、雅糸竜にそれが出る。雅糸竜は葉の集まりなので、覆輪の色で雅糸竜の色が決まる。覆輪が白い場合は白い雅糸竜が出るし、緑なら緑色の雅糸竜が出る。

### 地合い
葉の表面に質感にも様々なものがある。普通のものは、ややつやがあって滑らかだが、細かいしわなどがあると、微妙な照り具合が出る。その様子によって、羅紗地とか、ユズ肌などと呼ぶ。

## 代表的な品種
万年青の品種は多分古典園芸植物では一番多い（公益社団法人日本おもと協会に登録されている品種で1000品種を超える）。
また、同じ株でも芸の出方で名が変わる場合もある。ごくごく代表的なもののみをここでは挙げる。
公益社団法人日本おもと協会で毎年、人気登録品種の銘鑑（めいかん）を発行している。
銘鑑は、年一回、新品種登録審査後に発行され、公益社団法人日本おもと協会のサイトで参照することができる。
品種は以下のように分類されるが、公益社団法人日本おもと協会の銘鑑上では、大葉系、薄葉系（薄葉系、獅子系、縞甲系などを含む中ぐらいの大きさの品種）、羅紗系（主に小型系の万年青が多い）の三種類に分類されている（登録年度は公益社団法人日本おもと協会に登録された年度である）。

### 大葉系
大柄で伸びやかな葉をもつもの。大きいものは50cmにもなる。大葉万年青とも言う。
- 曙（あけぼの）：非常に大柄な虎斑で、周囲がぼける独特の曙虎の芸を持ち、藩制時代から伝わる（登録年度：昭和40年）。
- 五大州（ごだいしゅう）：深い覆輪（白か黄）に黄色の縞が入り、文久年間から伝わると言われる（登録年度：昭和40年）。五大州とは五大大陸を示し、世界という意味である。
- 大観（たいかん）：覆輪があり、内側の緑の部分に白い図が入る（登録年度：昭和40年）。

### 薄葉系
やや小柄で、葉はそれほど厚くならないもの。
- 根岸の松（ねぎしのまつ）：葉はややたれる。青覆輪に細かい打ち込み斑が入り、安政四年から伝わる（登録年度：昭和9年）。根岸斑の名はこの品種にちなむものである。
- 冨士の雪（ふじのゆき）：やや立ち気味の葉に白い虎斑が入り、文久年間から伝わると言われる（登録年度：昭和9年）。これは一文字（いちもんじ）に虎斑が入ったものである。
- 富士の図（ふじのず）：やや立ち気味の葉に白い図が入り、文久年間から伝わると言われる（登録年度：昭和30年）。これは一文字（いちもんじ）に図が入ったものである。
- 日月星（じつげつせい）：立ち葉で、白の深い覆輪が入り、安政年間から伝わる、最も古い品種（登録年度：昭和9年）。これに図が出たものが地球宝（ちきゅうほう）という品種になる。

### 獅子系
葉は平たく長いが、内向きに何重にも巻き込む。獅子系の万年青では根も巻き込むのも特徴の一つである。
- 玉獅子（たまじし）：白覆輪でゆるやかな巻きを示す（登録年度：昭和9年）。これに虎斑が入ると玉獅子の虎（たまじしのとら）という品種になる。
- 鶴の舞（つるのまい）：白と黄の縞が入り巻きもよく、甲竜や雅糸竜、鈴虫剣も現す（登録年度：昭和45年）。
- 玉姫（たまひめ）：葉肉が厚いため巻は弱いが、濃緑色の葉に盛り上がる総雅糸竜・玉竜・跳ね竜を現す（登録年度：昭和60年）。

### 縞甲系など
中くらいの大きさで葉は細長くて厚みがあるタイプ。
- 雪渓錦（せっけいにしき）：葉は立つが中程からゆるやかに下を向き、葉面一面に雅糸竜が出る（登録年度：昭和32年）。
- 晃明殿（こうめいでん）：濃緑色の肉厚の葉に総雅糸竜を現し、首元から広い葉幅は、葉先に向かって鋭く尖る（登録年度：昭和9年）。
- 錦麒麟（きんきりん）：ふくらみのある広い葉巾に縞柄で、中央に甲竜を現し、黄色い深覆輪を見せ、明治時代から伝わる品種（登録年度：昭和9年）。縞柄がなく覆輪だけのものは麒麟冠（きりんかん）という品種になる。

### 羅紗地系
葉は厚く小さく、表面に微細なしわがあって、羅紗に似た肌合い（地合い）をもつ。現在、最も品種が多い。
- 富国殿（ふこくでん）：小型で葉先は尖る。白大覆輪に雅糸竜をかける（登録年度：昭和25年）。
- 豊授楽（ほうじゅらく）：中型で葉はやや立つ。葉は一面に雅糸竜が出し、時に本剣を出す（登録年度：昭和9年）。
- 瑞泉（ずいせん）：小型で肉厚の葉に雅糸竜、熨斗葉を現す（登録年度：昭和55年）。

### 新規登録品種
新規登録品種は、例年、前年の11月に公益社団法人日本おもと協会で実施されます。
平成24年度の新規登録品種は以下の通りです（順不同）。
- 吾平の光（あいらのひかり）：大葉系
- 秋津宝（あきつほう）：大葉系
- 薩摩大王（さつまだいおう）：大葉系
- 松喜（しょうき）：薄葉系
- 祇王（ぎおう）：羅紗系
- 黄鶲（きびたき）：羅紗系
- 真厳（しんごん）：羅紗系
- 清鑑（せいかん）：羅紗系
- 天目山（てんもくざん）：羅紗系
- 白帝獅子（はくていじし）：羅紗系獅子
- 飛天の舞（ひてんのまい）：羅紗系獅子
- 萬楽（まんらく）：羅紗系
- 雪国（ゆきぐに）：羅紗系
- 有心（ゆうしん）：羅紗系
- 羅松（らしょう）：羅紗系

## 繁殖方法
万年青の繁殖方法には「種子蒔き」、「割り子」、「芋吹き」の3種類がある。
- 種子蒔き 親から採取した種子を蒔く。一般的には行われず、新品種を交配にて創り出すときのみ行う。万年青の場合は、自家交配した親から採取した種子を蒔いても先祖帰りまたは、原種戻りの現象が起き、一般的に緑の万年青が生える事が大部分である。
- 割り子 親芋から子上がりした物を株分けする方法。図、虎のある薄葉系、大葉系品種は芋吹きをすると図や虎が抜けてしまう危険性があり、主に割り子によって繁殖させることが多い。これらの大葉や薄葉などの品種は子上がりの良い物が多く、芋吹きでの繁殖はあまり行わない。割り子は子に3本以上根があるものを割る。割り子や芋切りをした切り口を病原菌から保護するために、炭をつぶして水苔と摺合せペースト状にしたものや殺菌剤を切り口に塗ってから植込む。
- 芋吹き 春の植え替え時に親芋にある芽当たりのうえで芋を切り取って、強制的に当たりを発芽させる方法。子上がりの少ない羅紗系では芋吹きによって繁殖させることが多い方法。芋吹き法に、「砂利ふかし」、「苔ふかし」と「ごろたぶき」の3種類がある。何れの方法も発芽するまで暗所で保管管理し、芽が2センチ以上伸びてきたら箱から出して日陰で管理する。
  - 「砂利ふかし」とは、切り取った当たりのある芋や根を親と同じ要領で植込む。切り口に水があたらないように一週間に一度水やりをして、発芽まで室内で管理する。
  - 「苔ふかし」とは、切り取った当たりのある芋や根を水苔で俵状に巻いて茶箱などの容器に入れ、発芽まで手をかけずに室内で管理する。水やりは行わない。発芽後、仮植えを行い、本植えの工程を行うこともある。
  - 「ごろたぶき」とは、芋に根のないのものを「砂利ふかし」や「苔ふかし」と同じ要領で管理する方法で、発芽確率が低くあまり一般的ではない。親が枯れた場合などで、芋がしっかりしており、品種を残したい場合などに使用する緊急の救済策である。

## オモトの登場する作品

### 藤子不二雄『万年青』
『万年青』（まんねんあお）は藤子不二雄の安孫子素雄による短編漫画。オモトの栽培に熱中する高校3年生・清一が一直線の葉を持つオモト「青春光」を作ることに熱中する様子を、老人・五呂田作造との交流とともに描いた作品。作中で清一は「一直線にのびた紺地の葉の真ん中にスーッと一筋の真っ白な縞が流れる。一直線の葉が朝日の光のように八方に広がる。そんな万年青を作りたい」と語っている。『COM』1971年3月号に掲載。『ブラックユーモア短篇集』（中公文庫）等に収録。

## 脚注

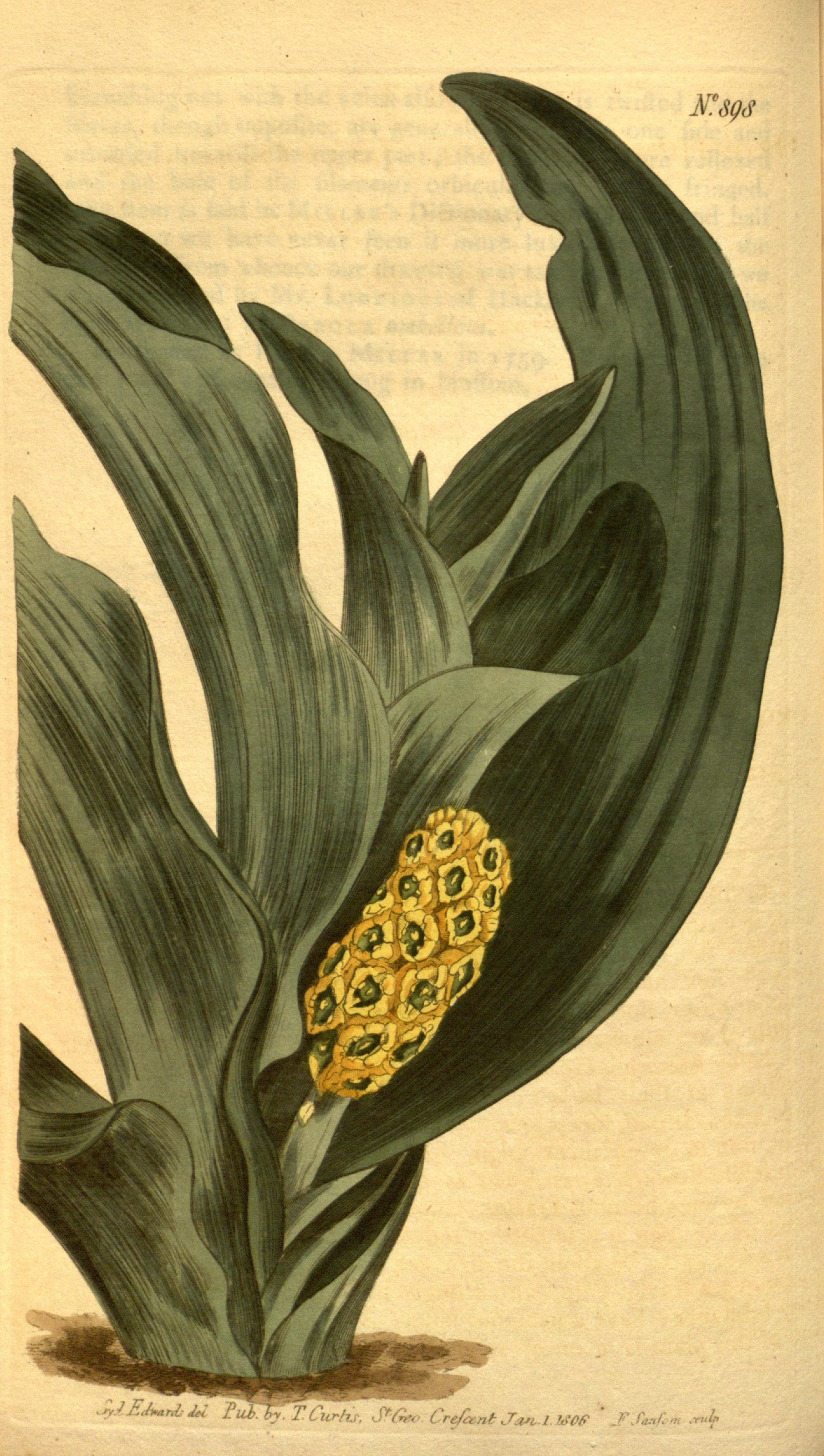
オモトのイラスト